# 決定問題
決定問題（けっていもんだい、decision problem）とは、各入力に対して受理か拒絶かのうち片方を出力する形式の問題をいう。判定問題とも呼ばれる。形式的には、文字列全体の集合{\displaystyle \{0,1\}^{*}}、あるいは{\displaystyle \{0,1\}^{*}}の部分集合から{\displaystyle \{0,1\}}への写像である。
たとえば、ある命題論理式を充足する真理値割り当てがあるかないか（充足可能性問題）、与えられた自然数が素数か否か（素数判定問題）、といったものがある。これに対し、受理か拒絶かだけでなく真理値割り当てや素因数分解の結果といったものの出力を要求する問題は函数問題（function problem）と呼ばれる。
決定問題は、数学的に定式化しやすく、かつ出力に関わる時間を考慮しなくてよいことから、計算理論でよく使われる。